# 이키쓰키정
이키쓰키정(生月町)은 나가사키현의 북부 이키쓰키섬을 행정구역으로 하는 정으로 기타마쓰우라군에 속했다.
2005년 10월 1일, 히라도시, 다비라정,  오시마촌과 신설합병해 새로운 히라도시가 되어 이키쓰키정은 폐지되었다.

## 역사
- 1889년 4월 1일 - 정촌제 시행에 의해 기타마쓰우라군 이키쓰키촌이 성립하였다.
- 1940년 4월 17일 - 정으로 승격해 이키쓰키정이 되었다.
- 2005년 10월 1일 - 히라도시, 다비라정,  오시마촌과 합병해, 히라도시가 신설되어 이키쓰키정은 소멸하였다.

## 교통

### 공항
- 공항이 없다. 가장 가까운 공항은 나가사키 공항. 가장 가깝다고 해도 차로 약 3시간 이상 소요된다.

또한, 과거에는 히라도 섬의 하코항에서 출발하는 페리 항로가 주요 교통수단이었으나, 1991년 이츠키대교 개통과 동시에 폐지되었다. 그 밖에 노모상선의 하카타(후쿠오카시)-후쿠에(고토시) 항로가 이츠키섬의 다테우라항에 기항했지만, 하행편은 1992년, 상행편도 2007년 1월의 다이어 개정으로 다테우라에 기항하지 않게 되었다.

### 철도
- 정내에는 철도 노선이 없다. 가장 가까운 철도역은 마쓰우라 철도 다비라 히라토구치역이다.

### 도로
- 없음. 가장 가까운 인터체인지로는 니시큐슈 자동차도 사사 인터체인지가 있다.